# Be-Bop
Be-Bop è il tredicesimo singolo del duo musicale italiano Krisma, pubblicato nel 1985 come e successivamente incluso nel loro sesto album Iceberg.

## Descrizione
Il singolo viene pubblicato dall'etichetta discografica Carosello in una sola edizione, in formato 7" con numero di catalogo CI 20529. Il disco presenta il brano Be-Bop sul lato A e il brano Be-Bop Reprise sul lato B.

## Tracce
1. Be-Bop – 3:30 (Christina Moser, Maurizio Arcieri)
2. Be-Bop Reprise – 3:35 (Christina Moser, Maurizio Arcieri)

Durata totale: 7:05

## Formazione
- Christina Moser
- Maurizio Arcieri